# HD 156668 b
HD 156668 b是环绕恒星HD 156668公转的太阳系外行星，于2010年1月7日公布，是2010年发现的第8颗系外行星。它位于武仙座，距离地球约78.5光年。
它的质量下限是地球的4.15倍，在发现的时候是利用多普勒视向速度测量法发现的第二小系外行星，仅大于2009年发现的格利泽581e。